# Arcidiocesi di Nazareth
L'arcidiocesi di Nazareth (in latino Archidioecesis Nazarena) è una sede soppressa della Chiesa cattolica, istituita durante le Crociate, con sede trasferita a Barletta a partire dal XIV secolo.

## Storia

### L'arcidiocesi crociata di Nazareth
Nel 1099 il crociato Tancredi d'Altavilla conquistò la Galilea, ponendo le basi per la costituzione del principato di Galilea; in questo contesto fu eretta una sede vescovile latina a Nazareth. L'istituzione canonica di una diocesi mai esistita in precedenza fu possibile perché i papi vi trasferirono i diritti dell'antica sede metropolitana di Scitopoli, conosciuta come Bethsan dai crociati, che era sede vacante da diverso tempo per la caduta in rovina dell'antica città episcopale.
Secondo le Provinciales medievali, Nazareth era una arcidiocesi metropolitana, e dalla sua provincia ecclesiastica dipendevano le diocesi latine di Tiberiade, Capitoliade, Ippo, Tabor, Belonvillensis (o Belvilonensis) e Cumanatensis. Non è chiaro se tutte queste diocesi furono effettivamente istituite o se piuttosto le Provinciales delineavano semplicemente una situazione ideale. Di certo, secondo le bolle di nomina pubblicate da Eubel nella sua Hierarchia catholica, nel periodo crociato solo Tiberiade ebbe dei vescovi residenti.
Nel 1115 fu creata la Signoria di Nazaret, valvassore del Principato di Galilea che, a sua volta, era vassallo del regno crociato di Gerusalemme. Si trattava di una signoria ecclesiastica governata dall'arcivescovo di Nazareth, che esercitava sia la potestà civile che quella religiosa, e che, come le signorie secolari, aveva il diritto di esercitare court et coins et justise ed il dovere di fornire all'esercito reale un contingente di cavalieri. Nel 1101 furono ricostruite la basilica dell'Annunciazione e la chiesa di San Giuseppe.
Il primo arcivescovo di Nazareth storicamente documentato è Bernardo, che nel 1120 prese parte al concilio celebrato dal patriarca di Gerusalemme Guermondo di Picquigny a Nablus. Il successore Guglielmo prese parte ad una donazione che l'arcivescovo Guglielmo di Tiro fece alla basilica del Santo Sepolcro nel 1129. Roberto I nel 1142 prese parte alla spedizione del re Baldovino III contro Bostra, mentre il suo successore Roberto II nel 1152 partecipò all'assedio di Ascalona. Letardo morì durante l'assedio di San Giovanni d'Acri nel 1190.
Nel 1187 Nazareth era tornata sotto il controllo dei mussulmani a seguito della vittoria di Saladino nella battaglia di Hattin e gli arcivescovi dovettero rifugiarsi nella roccaforte di San Giovanni d'Acri; i cristiani ripresero il controllo dell'area nel 1229, a seguito della sesta crociata, ma lo persero definitivamente nel 1263 quando il Sultano Baybars scacciò i cristiani e distrusse tutti i loro edifici. Nel 1291 cadde anche San Giovanni d'Acri, ultimo baluardo crociato; da questo momento termina la presenza occidentale in Terra santa. Gli arcivescovi di Nazareth dovettero riparare in Europa senza più far ritorno nella propria sede.

### Il trasferimento della sede in Italia

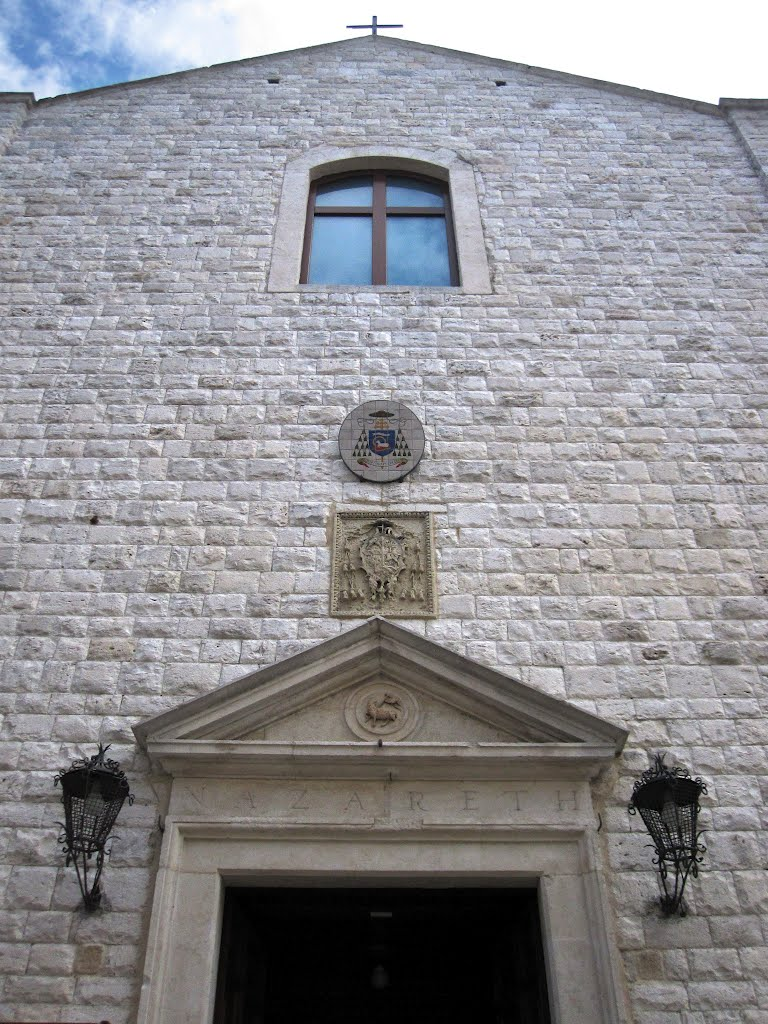
Facciata della cattedrale di Santa Maria di Nazareth di Barletta.

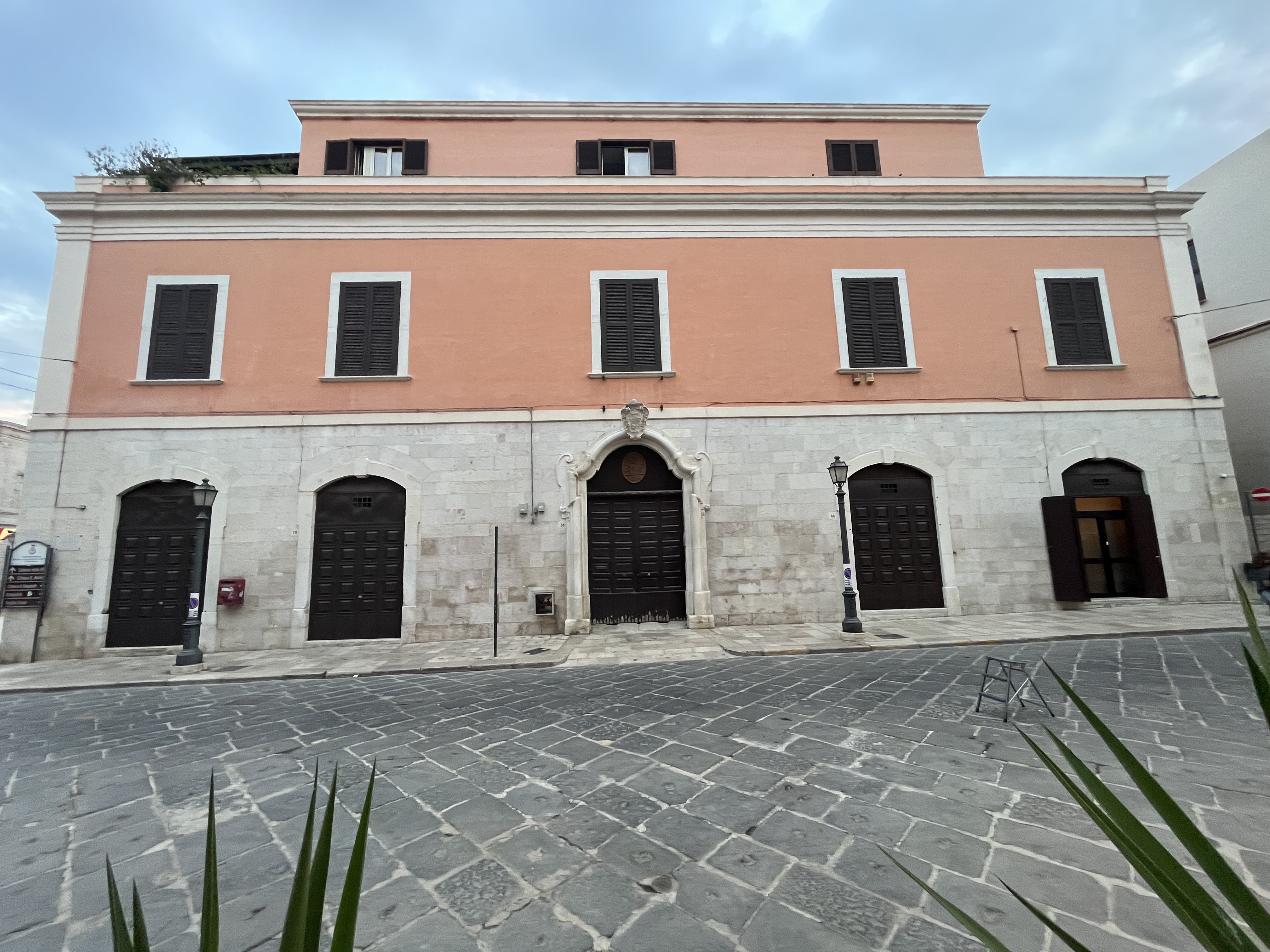
Il palazzo arcivescovile di Barletta, che fu la sede degli arcivescovi di Nazareth.

I papi continuarono a nominare arcivescovi di Nazareth, convinti che l'abbandono dei Luoghi Santi fosse solo momentaneo. Per alcuni decenni i titolari non ebbero una residenza stabile; l'arcivescovo Pietro, per esempio, nel 1326, si trovava a Padova e consacrava la chiesa di San Lorenzo. Il successivo arcivescovo, il francese Ivo, dopo aver vissuto per diverso tempo presso la Curia papale ad Avignone, morì a Barletta. Tra i vari possedimenti che facevano parte della propria mensa vescovile e che erano sparsi un po' ovunque in Italia, specialmente in Puglia e in Lucania, gli arcivescovi possedevano a Barletta la chiesa di Santa Maria di Nazareth extra moenia (fuori le mura) e quella di San Clemente supra Pontem Aufidi; è documentato che nel 1162 gli arcivescovi erano rappresentati nella città barlettana da un proprio vicario o procuratore, per gestire i beni e le proprietà degli arcivescovi in Italia.
Non è chiaro da quando gli arcivescovi si stabilirono definitivamente a Barletta. Secondo D'Avino, i titolari di Nazareth fissarono stabilmente la loro dimora nella città pugliese verso la metà del XIV secolo, all'epoca del vescovo Durando (1345-1348) o del successore Riccardo (1348-1366). Tuttavia, come dimostra Eubel, il vescovo Durando visse alla corte di Avignone e morì in Francia a Vaison; Riccardo invece è stato un vescovo ausiliare dell'arcivescovo di Canterbury e nel 1362 era presente alla consacrazione dei vescovi di Saint David's e di Rochester.
È più probabile che gli arcivescovi di Nazareth abbiano posto la loro residenza stabile a Barletta dalla fine del XIV secolo. Di certo lo erano a metà del secolo successivo. Infatti nei pressi di Barletta esisteva un'altra piccola diocesi, quella di Canne. A metà del XIV secolo, in seguito alla decadenza della città, il vescovo Rainaldo (1340-1358), a mezzo dell'Università di Barletta, tentò di ottenere che la sede di Canne venisse trapiantata a Barletta; ma questo primo tentativo non sortì alcun effetto. Dopo varie vicissitudini tale unione si verificò nel 1455, sotto il pontificato di Callisto III, quando furono unite l'arcidiocesi di Nazareth e la diocesi di Canne; tale unione si verificò l'11 luglio 1455, giorno in cui il vescovo di Canne, Giacomo de Aurilia, fu nominato arcivescovo di Nazareth.
Nel 1536 all'arcivescovado nazareno si aggiunse anche la diocesi di Monteverde in forza di una bolla di papa Paolo III del 1534. Con questo triplice incarico l'arcivescovo nazareno assurse ad una grande importanza ed esercitò la sua giurisdizione su parte del territorio barlettano e su chiese e possedimenti limitrofi e lontani (alcune chiese a Bari, Potenza, Acerenza e nelle diocesi di Capaccio e Marsico Nuovo).
Fin dai tempi di Enrico (1239-1268), grazie ad un particolare privilegio di papa Clemente IV, gli arcivescovi erano soggetti direttamente alla Santa Sede e godevano della prerogativa di poter portare la croce, il pallio e la mozzetta in qualsiasi diocesi si trovassero. Le concessioni di Clemente IV furono confermate da Innocenzo VIII nel 1492 e da Clemente VII nel 1525.
Nel corso del XVI secolo l'antica cattedrale nazarena extra moenia fu distrutta durante il sacco del 1528. Nel 1570 circa, l'arcivescovo Bernardino Figueroa, si decise per la costruzione di una nuova cattedrale dentro le mura sul sito di una piccola chiesa intitolata a San Bartolomeo. La nuova cattedrale, ovvero l'attuale chiesa di Santa Maria di Nazareth fu costruita di dimensioni modeste, essendo il tessuto delle abitazioni già sviluppato. L'arcivescovo di Nazareth, pur non essendo formalmente l'arcivescovo della città (Barletta infatti dipendeva dall'arcivescovo di Trani), quando era presente, si comportava come se lo fosse, esercitando i privilegi concessi da papa Clemente IV. Questo creò non pochi attriti sia con l'arcivescovo di Trani sia col clero della chiesa madre della città, la futura cattedrale di Barletta.
Alcuni arcivescovi di Nazareth furono al servizio della Santa Sede come nunzi apostolici; tra questi, Fabio Mirto Frangipani (1572-1587), che fu ambasciatore in Spagna e in Francia, e morì a Parigi; Maffeo Barberini (1604-1608), nunzio apostolico in Francia, e futuro papa Urbano VIII; Giulio Piazza (1706-1710), nunzio apostolico in Polonia.
Il 27 giugno 1818, con la bolla De utiliori di papa Pio VII, furono soppresse l'arcidiocesi di Nazareth e le diocesi di Canne e di Monteverde; quest'ultima sede fu annessa alla diocesi di Sant'Angelo dei Lombardi, mentre i territori di Canne e Nazareth divennero parte dell'arcidiocesi di Trani.
Il 22 settembre 1828, con la bolla Multis quidem di papa Leone XII, il titolo di "arcivescovo di Nazareth" fu concesso agli arcivescovi di Trani. Successivamente il titolo passò agli arcivescovi di Trani e Barletta (1860) e poi agli arcivescovi di Trani-Barletta-Bisceglie (1986).

## Cronotassi

### Arcivescovi di Nazaret
- San Bernardo † (prima del 1120 - dopo il 1123)[12]
- Guglielmo † (menzionato nel 1129)
- Roberto I † (1138 - circa 1151 deceduto)
- Roberto II † (1151 - dopo il 1152)
- Attardo (o Aitardo) † (prima di dicembre 1155 - 1158 deceduto)
- Letardo (o Lotardo o Leotardo) † (prima di luglio 1160 - 1190 deceduto)
- Anonimo † (menzionato nel 1198 e nel 1199)
- Anonimo † (menzionato nel 1213)
- Ugo † (prima di ottobre 1220 - dopo il 1235)[13]
- Enrico † (2 marzo 1239 - circa 1268 deceduto)
- Guido, O.P. † (prima del 1273 - 1288 o 1298[14] deceduto)
- Guglielmo di San Giovanni, O.Templ. † (14 giugno 1288 o 1298 - ?)

### Arcivescovi di Nazareth in Barletta
- Pietro † (menzionato nel 1326)
- Ivo †	(? - 26 febbraio 1330 deceduto)
- Pietro di Napoli, O.P. † (15 marzo 1330 - 1345 deceduto)
- Durando, O.Carm. † (10 maggio 1345 - 1348 deceduto)
- Riccardo, O.F.M. † (8 dicembre 1348 - 1366 deceduto)
- Guglielmo Belvaysius, O.P. † (28 gennaio 1366 - 8 agosto 1369 nominato arcivescovo di Torres)
- Giovanni Salomoni, O.P. † (29 ottobre 1369 - 1380 deceduto)
- Giordano Estublans, O.P. † (4 febbraio 1381 - ?)
- Giovanni Alessio † (15 febbraio 1390 - 1400 nominato vescovo di Egina)
- Paolo di Arezzo, O.F.M. † (24 febbraio 1400 - 1431 deceduto)
- Agostino Favaroni, O.E.S.A. † (13 giugno 1431 - 1443 deceduto)
- Marino Orsini † (1445 - ?)

### Arcivescovi di Nazareth e vescovi di Canne in Barletta
- Giacomo de Aurilia, O.F.M. † (11 luglio 1455 - 1483 deceduto)
- Giovanni de Barthon, † (10 marzo 1483 - 1491 deceduto)
- Giovanni Maria Poderico † (11 aprile 1491 - 24 aprile 1510 nominato arcivescovo di Taranto)
- Orlando Carretto Della Rovere † (24 aprile 1510 - 12 agosto 1512 nominato arcivescovo di Avignone)
- Gregorio (Giorgio) Benigno Salviati, O.F.M. † (circa marzo 1513 - 1520 deceduto)
- Leonardo Baccuto † (1520 - 11 settembre 1525 deceduto)
- Pietro De Albis † (1525 - 19 marzo 1526 deceduto)
  - Ercole Rangoni † (1526) (amministratore apostolico)
- Pietro Francesco Ferro † (20 aprile 1526 - dicembre 1526 deceduto)
- Giovanni Francesco Cina, O.F.M.Obs. † (13 gennaio 1527 - luglio 1527 deceduto)
- Filippo Adimari † (7 agosto 1528 - novembre 1536 deceduto)

### Arcivescovi di Nazareth e vescovi di Canne e Monteverde in Barletta

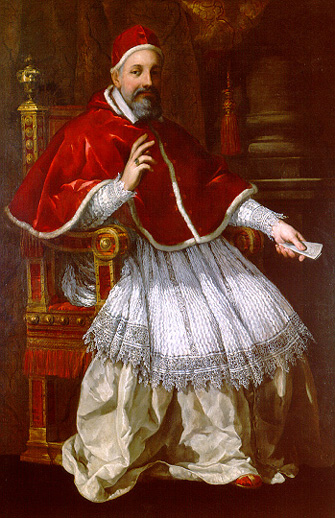
Urbano VIII, al secolo Maffeo Barberini, che fu vescovo di Nazareth in Barletta tra il 1604 e il 1608

- Girolamo De Caro † (novembre 1536 - 16 febbraio 1552 dimesso)
- Bernardino Figueroa † (1º marzo 1553 - 26 novembre 1571 nominato vescovo di Brindisi)
- Fabio Mirto Frangipani † (5 novembre 1572 - 17 marzo 1587 deceduto)
- Francesco Spera, O.F.M. † (11 maggio 1587 - 28 ottobre 1587 deceduto)
- Girolamo Bevilacqua, O.F.M. † (2 dicembre 1587 - 4 settembre 1604 deceduto)
- Maffeo Barberini † (20 ottobre 1604 - 27 ottobre 1608 nominato vescovo di Spoleto, poi eletto papa con il nome di Urbano VIII)
- Michelangelo Tonti † (5 novembre 1608 - 11 marzo 1609 nominato vescovo di Cesena)
- Domenico Rivarola † (30 marzo 1609 - 3 gennaio 1627 deceduto)
- Antonio Lombardi † (22 marzo 1627 - luglio 1636 deceduto)
- Antonio Severoli † (3 ottobre 1639 - 1666 deceduto)
- Francesco Antonio De Luca † (7 febbraio 1667 - 1676 deceduto)
- Marziale Pellegrini, O.F.M.Conv. † (24 maggio 1677 - 1685 deceduto)
- Filippo Condulmari † (14 maggio 1685 - ottobre 1688 deceduto)
- Giuseppe Rosa † (11 gennaio 1690 - novembre 1694 deceduto)
- Domenico Folgori † (7 febbraio 1695 - agosto 1706 deceduto)
- Giulio Piazza † (13 settembre 1706 - 21 luglio 1710 nominato vescovo di Faenza)
- Girolamo Mattei Orsini † (1º ottobre 1710 - 21 novembre 1712 nominato arcivescovo di Fermo)
  - Sede vacante (1712-1717)
- Salvatore Miroballo † (20 dicembre 1717 - 22 marzo 1726 dimesso)
  - Giovanni Crisostomo Bianchi, O.E.S.A. † (8 aprile 1726 - 15 aprile 1726 deceduto) (vescovo eletto)
- Nicola Iorio † (3 giugno 1726 - novembre 1744 deceduto)
- Antonio Marulli De Galiberti † (21 giugno 1745 - novembre 1751 deceduto)
- Giusto De Marco, C.R. † (20 dicembre 1751 - 4 ottobre 1769 deceduto)
- Pasquale Maria Mastrillo, C.R. † (20 novembre 1769 - 17 novembre 1783 deceduto)
  - Sede vacante (1783-1792)
- Giuseppe Mormile, C.R. † (26 marzo 1792 - 22 febbraio 1801 deceduto)
  - Sede vacante (1801-1818)
  - Sede soppressa